# Pinang Banjar (Sungai Lilin)
Pinang Banjar is een bestuurslaag in het regentschap Musi Banyuasin van de provincie Zuid-Sumatra, Indonesië. Pinang Banjar telt 3739 inwoners (volkstelling 2010).